# 크로넨버그 맥주

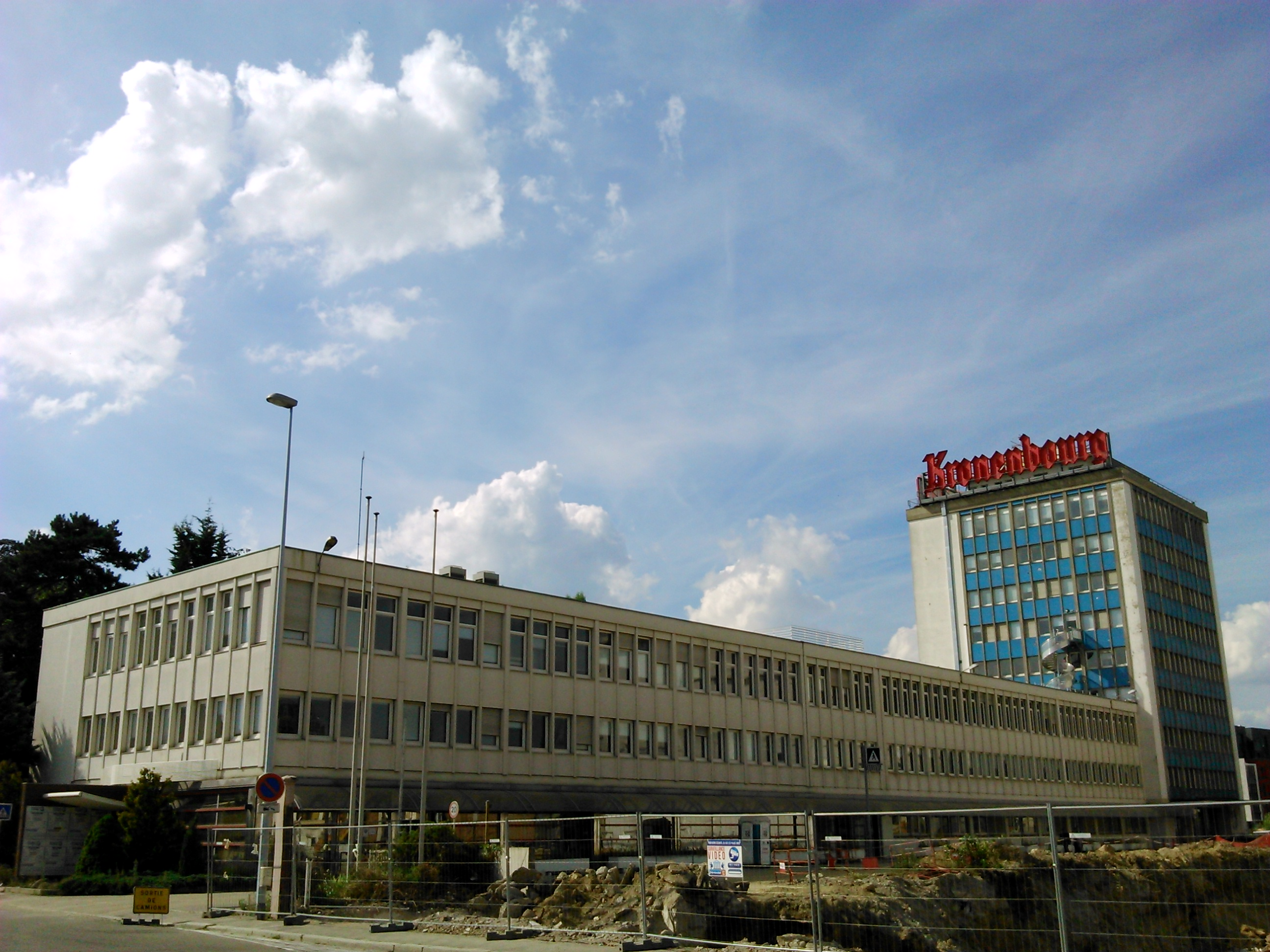

크로넨버그(프랑스어: Brasseries Kronenbourg)는 프랑스의 맥주 양조장이다. 1664년 스트라스부르에 Geronimus Hatt가 설립하였다. 이름은 1850년에 양조장이 스트라스부르의 크로낭부르 지역으로 이전한 데 따른 것이다. 칼스버그가 소유하고 있다.

## 주요 제품
- 크로넨버그
- 크로낭부르 1664
- 칸테르브로이

## 같이 보기
- 프랑스의 맥주